# Bálsamo de abeto
El  bálsamo del Canadá  (o trementina del Canadá, o bálsamo de abeto) es una trementina obtenida de la resina del abeto balsámico (Abies balsamea). La resina, disuelta en aceite, es un líquido incoloro, viscoso y adhesivo que se seca en forma de masa transparente.
Es soluble en xileno.
Debido a su índice de refracción (n = 1,55), similar al del vidrio crown, el bálsamo de Canadá purificado y filtrado ha tenido un uso tradicional como adhesivo totalmente transparente (una vez seco) para el vidrio, lentes y componentes ópticos.
Este uso ha ido disminuyendo durante los años de la Segunda Guerra Mundial, cuando fue sustituido gradualmente por adhesivos de poliéster, epoxy y poliuretano.
- Datos: Q767912